# 上海旗忠森林体育城网球中心
上海旗忠森林体育城网球中心简称旗忠网球中心，是位于中国上海市西南部的闵行区马桥镇旗忠村，用地面积约为508亩，基地总建筑面积为85438平方米。基地容积率为0.187，建筑密度15.1%，绿化率46.1%，停车位993个。主赛场建筑面积30649平方米，地上四层，建筑物高度约40米，顶棚为钢结构，开启方式仿佛上海市市花白玉兰的开花过程，为世界首创。
2005年－2008年连续四年举办了网球大师杯赛。2009年起，举办上海劳力士大师赛。它有15000座位，是亚洲最大世界第三（并列）的网球场。
2019年10月8日下午，上海市闵行区政府联合久事集团在旗忠网球中心举办新闻发布会，正式宣布久事体育集团成为旗忠网球中心运营管理方。
2019年，旗忠网球中心成功举办了《京东杯电子竞技大赛S1》、《这就是街舞2总决赛》等一系列跳脱网球赛事的跨界合作活动。

## 外部連結
- Shanghai Rolex Masters 1000